# Physopleurus longiscapus
Physopleurus longiscapus är en skalbaggsart som beskrevs av Auguste Lameere 1912. Physopleurus longiscapus ingår i släktet Physopleurus och familjen långhorningar. Inga underarter finns listade i Catalogue of Life.